# Nuxalk (sprog)
Nuxalk, også kendt som bella coola, er et sprog som tilhører den nordamerikanske sprogfamilie salish. Det tales af nuxalk-folket. I dag er det et truet sprog i nærheden af den canadiske by Bella Coola i British Columbia, Canada. Mens sproget stadig nogle gange kaldes bella coola af sprogforskere, foretrækker nogle, heriblandt Nuxalk Nationens regering, det oprindelige navn nuxalk.

## Navn
Navnet "nuxalk" for sproget kommer fra sprogets ord nuxalk (eller nuχalk), der henviser til Bella Coola-floddalen. "Bella Cool" er en ord på sproget Heiltsuk bḷ́xʷlá, der betyder "fremmed".

## Geografisk udbredelse
I dag tales nuxalk kun i Bella Coola, British Columbia, omgivet af wakashan- og athabascan-talende stammer. Det blev engang talt i over 100 bosættelser med forskellige dialekter, men i dag er de fleste af disse bosættelser blevet forladt, og dialektforskellene er stort set forsvundet.

## Kendetegn
Sproget er specielt kendt for at have lange ordgrupper som kun består af konsonanter, men ingen vokaler. For eksempel udtrykket "xłp̓ x̣włtłpłłskwc̓" (udtale: [xɬpʼχʷɬtʰɬpʰɬːskʷʰt͡ sʼ],  lyt ?),  som betyder "så havde han haft en canadisk hønsebærplante i sin besiddelse".